# Équipe de Suisse de football en 2014
Cet article présente l'année 2014 pour l'équipe de Suisse de football. En juin, elle dispute son premier match face aux équipes du Pérou et d'Équateur.

## Évolution du classement
| Année | 2013     | 2014    | 2014    | 2014 | 2014  | 2014 | 2014 | 2014    | 2014 | 2014      | 2014    | 2014     | 2014     |
| Mois  | décembre | janvier | février | mars | avril | mai  | juin | juillet | août | septembre | octobre | novembre | décembre |
| Rang  | 8        | 8       | 6       | 7    | 8     | 8    | 6    | 9       | 9    | 10        | 12      | 12       | 12       |

## Bilan
|           | Nombre de matchs | Victoires | Défaites | Matchs nul | Buts marqués | Buts encaissés |
| Domicile  | 5                | 3         | 1        | 1          | 9            | 4              |
| Extérieur | 3                | 1         | 1        | 1          | 6            | 3              |
| Neutre    | 4                | 2         | 2        | 0          | 7            | 7              |
| Total     | 12               | 6         | 4        | 2          | 22           | 14             |

## Matchs et résultats
| Match amical                                    | Suisse        | 2 - 2   | Croatie      | AFG Arena, Saint-Gall                            |                                                  |
| 5 mars 2014 · 20:30 · Historique des rencontres | Drmić 34e 41e | (2 - 1) | 40e 54e Olić | Spectateurs : 17 200 Arbitrage : Miguel Ferreira | Spectateurs : 17 200 Arbitrage : Miguel Ferreira |
| 5 mars 2014 · 20:30 · Historique des rencontres | Rapport       |         |              | Spectateurs : 17 200 Arbitrage : Miguel Ferreira | Spectateurs : 17 200 Arbitrage : Miguel Ferreira |

| Match amical                                    | Suisse    | 1 - 0   | Jamaïque | Swissporarena, Lucerne                      |                                             |
| 30 mai 2014 · 20:30 · Historique des rencontres | Drmić 84e | (0 - 0) |          | Spectateurs : 15 000 Arbitrage : Neil Doyle | Spectateurs : 15 000 Arbitrage : Neil Doyle |
| 30 mai 2014 · 20:30 · Historique des rencontres | Rapport   |         |          | Spectateurs : 15 000 Arbitrage : Neil Doyle | Spectateurs : 15 000 Arbitrage : Neil Doyle |

| Match amical                                    | Suisse                         | 2 - 0   | Pérou | Swissporarena, Lucerne                            |                                                   |
| 3 juin 2014 · 20:30 · Historique des rencontres | Lichtsteiner 78e · Shaqiri 83e | (0 - 0) |       | Spectateurs : 15 000 Arbitrage : Daniel Stefański | Spectateurs : 15 000 Arbitrage : Daniel Stefański |
| 3 juin 2014 · 20:30 · Historique des rencontres | Rapport                        |         |       | Spectateurs : 15 000 Arbitrage : Daniel Stefański | Spectateurs : 15 000 Arbitrage : Daniel Stefański |

| Coupe du monde 2014: 1er tour                    | Suisse                        | 2 - 1   | Équateur        | Estádio Nacional, Brasilia                       |                                                  |
| 15 juin 2014 · 13:00 · Historique des rencontres | Mehmedi 48e · Seferović 90+3e | (0 - 1) | 22e E. Valencia | Spectateurs : 68 351 Arbitrage : Ravshan Irmatov | Spectateurs : 68 351 Arbitrage : Ravshan Irmatov |
| 15 juin 2014 · 13:00 · Historique des rencontres | Rapport                       |         |                 | Spectateurs : 68 351 Arbitrage : Ravshan Irmatov | Spectateurs : 68 351 Arbitrage : Ravshan Irmatov |

| Coupe du monde 2014: 1er tour                    | Suisse                   | 2 - 5   | France                                                              | Itaipava Arena Fonte Nova, Salvador de Bahia   |                                                |
| 20 juin 2014 · 16:00 · Historique des rencontres | Dzemaili 81e · Xhaka 87e | (0 - 3) | 17e Giroud · 18e Matuidi · 40e Valbuena · 67e Benzema · 73e Sissoko | Spectateurs : 51 003 Arbitrage : Björn Kuipers | Spectateurs : 51 003 Arbitrage : Björn Kuipers |
| 20 juin 2014 · 16:00 · Historique des rencontres | Rapport                  |         |                                                                     | Spectateurs : 51 003 Arbitrage : Björn Kuipers | Spectateurs : 51 003 Arbitrage : Björn Kuipers |

| Coupe du monde 2014: 1er tour                    | Honduras | 0 - 3   | Suisse             | Arena Amazônia, Manaus                         |                                                |
| 25 juin 2014 · 16:00 · Historique des rencontres |          | (0 - 2) | 6e 31e 71e Shaqiri | Spectateurs : 40 322 Arbitrage : Néstor Pitana | Spectateurs : 40 322 Arbitrage : Néstor Pitana |
| 25 juin 2014 · 16:00 · Historique des rencontres | Rapport  |         |                    | Spectateurs : 40 322 Arbitrage : Néstor Pitana | Spectateurs : 40 322 Arbitrage : Néstor Pitana |

| Coupe du monde 2014: huitièmes de finale             | Argentine     | 1 - 0 ap | Suisse | Arena Corinthians, São Paulo                    |                                                 |
| 1er juillet 2014 · 13:00 · Historique des rencontres | Di María 118e | (0 - 0)  |        | Spectateurs : 63 255 Arbitrage : Jonas Eriksson | Spectateurs : 63 255 Arbitrage : Jonas Eriksson |
| 1er juillet 2014 · 13:00 · Historique des rencontres | Rapport       |          |        | Spectateurs : 63 255 Arbitrage : Jonas Eriksson | Spectateurs : 63 255 Arbitrage : Jonas Eriksson |

| Éliminatoires Euro 2016                              | Suisse  | 0 - 2   | Angleterre        | Parc Saint-Jacques, Bâle                      |                                               |
| 8 septembre 2014 · 20:45 · Historique des rencontres |         | (0 - 0) | 58e 90+4e Welbeck | Spectateurs : 35 500 Arbitrage : Cüneyt Çakır | Spectateurs : 35 500 Arbitrage : Cüneyt Çakır |
| 8 septembre 2014 · 20:45 · Historique des rencontres | Rapport |         |                   | Spectateurs : 35 500 Arbitrage : Cüneyt Çakır | Spectateurs : 35 500 Arbitrage : Cüneyt Çakır |

| Éliminatoires Euro 2016                            | Slovénie             | 1 - 0   | Suisse | Stadion Ljudski vrt, Maribor                   |                                                |
| 9 octobre 2014 · 20:45 · Historique des rencontres | Novakovič 79e (pen.) | (0 - 0) |        | Spectateurs : 8 500 Arbitrage : Wolfgang Stark | Spectateurs : 8 500 Arbitrage : Wolfgang Stark |
| 9 octobre 2014 · 20:45 · Historique des rencontres | Rapport              |         |        | Spectateurs : 8 500 Arbitrage : Wolfgang Stark | Spectateurs : 8 500 Arbitrage : Wolfgang Stark |

| Éliminatoires Euro 2016                             | Saint-Marin | 0 - 4   | Suisse                                         | Stadio Olimpico, Serravalle                  |                                              |
| 14 octobre 2014 · 20:45 · Historique des rencontres |             | (0 - 3) | 10e 23e Seferović · 30e Džemaili · 79e Shaqiri | Spectateurs : 2 289 Arbitrage : Tony Chapron | Spectateurs : 2 289 Arbitrage : Tony Chapron |
| 14 octobre 2014 · 20:45 · Historique des rencontres | Rapport     |         |                                                | Spectateurs : 2 289 Arbitrage : Tony Chapron | Spectateurs : 2 289 Arbitrage : Tony Chapron |

| Éliminatoires Euro 2016                              | Suisse                                            | 4 - 0   | Lituanie | AFG Arena, Saint-Gall                              |                                                    |
| 15 novembre 2014 · 20:45 · Historique des rencontres | Arlauskis 66e (csc) · Schär 68e · Shaqiri 80e 89e | (0 - 0) |          | Spectateurs : 17 300 Arbitrage : Svein Oddvar Moen | Spectateurs : 17 300 Arbitrage : Svein Oddvar Moen |
| 15 novembre 2014 · 20:45 · Historique des rencontres | Rapport                                           |         |          | Spectateurs : 17 300 Arbitrage : Svein Oddvar Moen | Spectateurs : 17 300 Arbitrage : Svein Oddvar Moen |

| Match amical                                         | Pologne                       | 2 - 2   | Suisse              | Stadion Miejski, Wrocław                            |                                                     |
| 18 novembre 2014 · 20:45 · Historique des rencontres | Jędrzejczyk 45+1e · Milik 62e | (1 - 1) | 4e Drmić · 88e Frei | Spectateurs : 40 331 Arbitrage : Kristinn Jakobsson | Spectateurs : 40 331 Arbitrage : Kristinn Jakobsson |
| 18 novembre 2014 · 20:45 · Historique des rencontres | Rapport                       |         |                     | Spectateurs : 40 331 Arbitrage : Kristinn Jakobsson | Spectateurs : 40 331 Arbitrage : Kristinn Jakobsson |

## Classement des buteurs
| Buteur               | Compétition officielle | Matchs amicaux | Total |
| -------------------- | ---------------------- | -------------- | ----- |
| Xherdan Shaqiri      | 6                      | 1              | 7     |
| Josip Drmić          | 0                      | 4              | 4     |
| Haris Seferović      | 3                      | 0              | 3     |
| Blerim Džemaili      | 2                      | 0              | 2     |
| Admir Mehmedi        | 1                      | 0              | 1     |
| Fabian Schär         | 1                      | 0              | 1     |
| Granit Xhaka         | 1                      | 0              | 1     |
| contre son camp      | 1                      | 0              | 1     |
| Fabian Frei          | 0                      | 1              | 1     |
| Stephan Lichtsteiner | 0                      | 1              | 1     |